# Lista kosmicznych turystów
Poniżej znajduje się Lista kosmicznych turystów, czyli lista osób, które odbyły turystyczny lot w kosmos.

## Lista
| Lp.    | Imię i nazwisko                                                       | Narodowość                          | Data               | Czas   | Droga do                                    | Powrót                 | Cena              |
| ------ | --------------------------------------------------------------------- | ----------------------------------- | ------------------ | ------ | ------------------------------------------- | ---------------------- | ----------------- |
| 1.     | Dennis Tito                                                           | Stany Zjednoczone                   | 28.04-06.05. 2001  | 8 dni  | Sojuz TM-32                                 | Sojuz TM-31            | 20 mln $          |
| 2.     | Mark Shuttleworth                                                     | Południowa Afryka · Wielka Brytania | 25.04-05.05. 2002  | 11 dni | Sojuz TM-34                                 | Sojuz TM-33            | 20 mln $          |
| 3.     | Gregory Olsen                                                         | Stany Zjednoczone                   | 01.10.-11.10. 2005 | 11 dni | Sojuz TMA-7                                 | Sojuz TMA-6            | 20 mln $          |
| 4.     | Anousheh Ansari                                                       | Stany Zjednoczone · Iran            | 18.09.-29.09. 2006 | 12 dni | Sojuz TMA-9                                 | Sojuz TMA-8            | 20 mln $          |
| 5.     | Charles Simonyi                                                       | Stany Zjednoczone · Węgry           | 07.04.-21.04. 2007 | 15 dni | Sojuz TMA-10                                | Sojuz TMA-9            | 25 mln $          |
| 5.     | Charles Simonyi                                                       | Stany Zjednoczone · Węgry           | 26.03-08.04. 2009  | 14 dni | Sojuz TMA-14                                | Sojuz TMA-13           | 35 mln $          |
| 6.     | Richard Garriott                                                      | Stany Zjednoczone · Wielka Brytania | 12.10.-23.10. 2008 | 12 dni | Sojuz TMA-13                                | Sojuz TMA-12           | 30 mln $          |
| 7.     | Guy Laliberté                                                         | Kanada                              | 30.09.-11.10. 2009 | 11 dni | Sojuz TMA-16                                | Sojuz TMA-14           | 35 mln $          |
| 8-11   | Jared Isaacman, Sian Proctor, Hayley Arceneaux, Christopher Sembroski | Stany Zjednoczone                   | 16.09.-19.09. 2021 | 3 dni  | Crew Dragon Resilience (misja Inspiration4) | Crew Dragon Resilience | 55 mln $ za osobę |
| 12-13  | Klim Szypenko, Julija Peresild                                        | Rosja                               | 5.10.-17.10. 2021  | 11 dni | Sojuz MS-19                                 | Sojuz MS-18            |                   |
| 14-15  | Yūsaku Maezawa, Yozo Hirano                                           | Japonia                             | 8.12.-20.12. 2021  | 12 dni | Sojuz MS-20                                 | Sojuz MS-20            | 88 mln $ za obu   |
| 16.    | Eytan Stibbe                                                          | Izrael                              | 8.04.-25.04. 2022  | 17 dni | Crew Dragon Endeavour (misja Axiom-1)       | Crew Dragon Endeavour  | 55 mln $          |
| 17.    | Larry Connor                                                          | Stany Zjednoczone                   | 8.04.-25.04. 2022  | 17 dni | Crew Dragon Endeavour (misja Axiom-1)       | Crew Dragon Endeavour  | 55 mln $          |
| 18.    | Mark Pathy                                                            | Kanada                              | 8.04.-25.04. 2022  | 17 dni | Crew Dragon Endeavour (misja Axiom-1)       | Crew Dragon Endeavour  | 55 mln $          |
| 19.    | John Shoffner                                                         | Stany Zjednoczone                   | 21.05.-31.05 2023  | 10 dni | Crew Dragon Freedom (misja Axiom-2)         | Crew Dragon Freedom    |                   |
| 20-22. | Jared Isaacman, Scott Poteet, Sarah Gillis, Anna Menon                | Stany Zjednoczone                   | 10.09.-15.09 2024  | 15 dni | Crew Dragon Resilience (misja Polaris Dawn) | Crew Dragon Resilience |                   |
| 23-26. | Chun Wang, Jannicke Mikkelsen, Rabea Rogge, Eric Philips              | / , / ,                             | 1.04.-4.04 2025    | 4 dni  | Crew Dragon Resilience (misja Fram2)        | Crew Dragon Resilience |                   |